# أصل الباسكيين

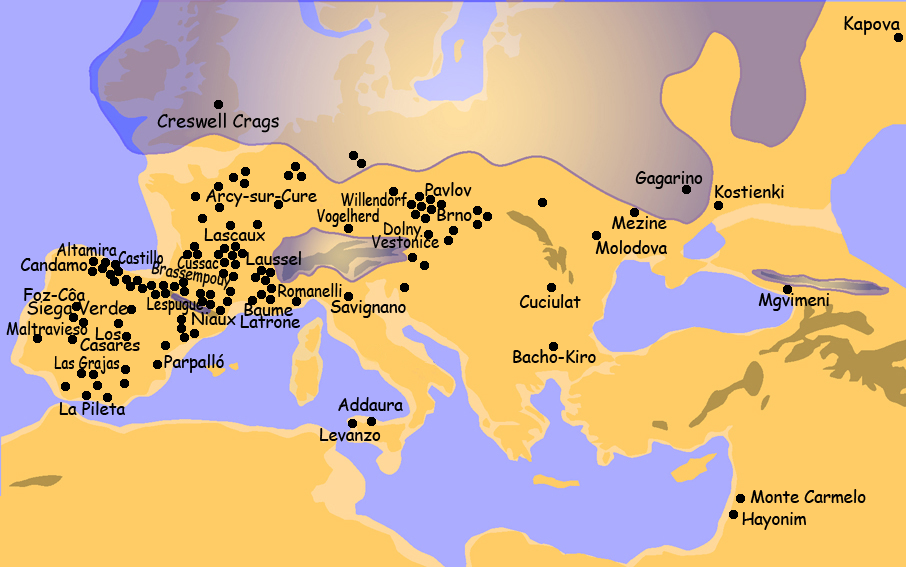
توزيع مستوطنات العصر الحجري القديم في أوروبا.

أصل الباسكيين ولغة الباسك هو موضوع مثير للجدل أدى إلى ظهور العديد من الفرضيات. تعد لغة الباسك الحديثة (وهي سليل أو قريب من اللغة الأقطانية ولغة بروتو الباسك) اللغة الوحيدة ما قبل الهندو أوروبية الموجودة في أوروبا الغربية. لذلك كان من المفترض منذ فترة طويلة أن الباسك هم من بقايا سكان أوروبا قبل الهندو-أوروبية.
الفرضيات الرئيسية حول أصل الباسكيين هي:
- الأصل الأصلي، النظرية السائدة، والتي بموجبها كانت لغة الباسك قد تطورت على مدى آلاف السنين تمامًا بين شمال شبه الجزيرة الأيبيرية وجنوب فرنسا الحالي، دون إمكانية إيجاد أي نوع من العلاقة بين لغة الباسك وغيرها من اللغات الحديثة. اللغات في مناطق أخرى.
- تضع نظرية الباسك الأيبيرية نظريات عن وجود صلة قرابة بين الباسك واللغة الأيبيرية، وبالتالي بين المتحدثين.
- الأصل القوقازي يفترض أن لغة الباسك ولغات القوقاز قد يكون لها علاقة مباشرة، موضحًا سبب مشاركتها في بعض الأنماط اللغوية الغائبة في اللغات الهندية الأوروبية.

## نظرية الأصل الحقيقي
في عام 2008، اقترح اللغوي الفنلندي كاليفي ويك أن اللغة الباسكية الحالية هي بقية مجموعة «لغات الباسك» التي تم التحدث بها في العصر الحجري القديم في جميع أنحاء أوروبا الغربية والتي تراجعت مع تقدم اللغات الهندية الأوروبية. يذكر ويك أن نظريته تتزامن مع التوزيع المتجانس لـ Haplogroup R1b في أوروبا الأطلسية.